# Batshit
Batshit è un singolo del duo statunitense Sofi Tukker, pubblicato il 3 aprile 2018 come sesto estratto dal primo album in studio Treehouse.

## Video musicale
Il videoclip, diretto dal duo stesso e da Mac Boucher (già regista dei videoclip di singoli precedenti) e girato nel deserto dell'Arizona, è stato pubblicato il 10 aprile 2018.

## Tracce
1. Batshit – 3:23 (testo: Sophie Hawley-Weld, Fred Fairbrass, Rob Manzoli, Richard Fairbrass, Tucker Raymond Halpern, Jon Hume)

## That's It (I'm Crazy)
That's It (I'm Crazy) è la versione non esplicita del singolo, pubblicata il 9 aprile 2018.
La canzone è stata utilizzata nello spot dell'iPhone 8 (PRODUCT)RED della Apple.

### Tracce
1. That's It (I'm Crazy) – 3:23